# Ervenik
Ervenik – wieś w Chorwacji, w żupanii szybenicko-knińskiej, w gminie Ervenik. W 2011 roku liczyła 287 mieszkańców.